# Mijaíl Shchénnikov
Mijaíl Anatólievich Shchénnikov (en ruso: Михаил Анатольевич Щенников, Ekaterimburgo, 24 de diciembre de 1967) es un atleta ruso especializado en la marcha atlética.
Shchénnikov ha participado en tres citas olímpicas bajo tres banderas distintas. En la primera ocasión fue en los Juegos Olímpicos de Seúl de 1988 en la distancia de 20 kilómetros y bajo bandera de la Unión Soviética. Terminó sexto obteniendo con ello un diploma olímpico. Su segunda cita olímpica fue en los Juegos Olímpicos de Barcelona de 1992 en la  distancia de 20 km, donde compitió bajo la bandera del equipo unificado (), terminando en el puesto 12. La tercera ocasión fue en 1996 con motivo de los Juegos Olímpicos de Atlanta, esta vez bajo bandera rusa y en las distancias de 20 y de 50 kilómetros. En los 20 terminó séptimo, consiguiendo su segundo diploma olímpico. En los 50 terminó segundo, alzándose de esta manera con la medalla de plata.
Se da la circunstancia de que Shchénnikov ha sido el vencedor en todas las convocatorias del Campeonato Mundial de Atletismo en Pista Cubierta en que ha habido competición de marcha atlética (años 87, 89, 91 y 93).

## Mejores marcas personales
| Mejores marcas personales | Mejores marcas personales | Mejores marcas personales | Mejores marcas personales |
| Distancia                 | Tiempo                    | Lugar                     | Fecha                     |
| ------------------------- | ------------------------- | ------------------------- | ------------------------- |
| 3000 m PC                 | 10:53.0                   | Moscú, Rusia              | 15 de febrero de 1995     |
| 5000 m PC                 | 18:07.08                  | Moscú, Rusia              | 15 de febrero de 1995     |
| 5000 m                    | 18:52.01                  | Formia, Italia            | 8 de julio de 1991        |
| 10 km                     | 39:27.59                  | Portsmouth, Reino Unido   | 219 de junio de 1988      |
| 20 km                     | 1h:18:36                  | Sochi, Rusia              | 20 de abril de 1996       |
| 50 km                     | 3h:43:46                  | Atlanta, Estados Unidos   | 2 de agosto de 1996       |
| PC - Pista Cubierta       |                           |                           |                           |